# Жан-Люк Меланшон
Жан-Люк Меланшон (фр. Jean-Luc Mélenchon; нар. 19 серпня 1951, Танжер, Марокко) — французький проросійський державний і політичний діяч лівого спрямування, журналіст. Міністр професійної освіти Франції в уряді Ліонеля Жоспена з 2000 по 2002 рік. Член Сенату Франції від департаменту Ессонн (1986—2000; 2004—2010). Депутат Європейського парламенту з 2009 до 2017 року (фракція Європейські об'єднані ліві/Ліво-зелені Півночі). Один із засновників і голів «Лівої партії», голова «Франції нескореної». Депутат Національної асамблеї Франції з 2017 до 2022 року.
Брав участь у президентських виборах 2012 року, 2017 та 2022 року[⇨].

## Біографія
Народився в Танжері (Марокко, що входило тоді до складу як колонія Французької Республіки). Батьки — держслужбовці. У 1962 році з матір'ю переїхав до Франції. За освітою філософ, навчався в університеті Франш-Конте. Викладав у середніх навчальних закладах. Рано був залучений до ліворадикального молодіжного руху, перебував у лавах Національної спілки французьких студентів, брав участь у протестах «Червоного травня» 1968 року. Усередині французького троцькістського руху Меланшон приєднався до «ламбертістів» — послідовників П'єра Ламбера з Міжнародної комуністичної організації. Брав участь у профспілковій роботі в Безансоні.
Однак 1977 року вступив до Соціалістичної партії Франції, порвавши з троцькістами. Активно підтримував президента Франції Франсуа Міттерана. З 1988 року Жан-Люк Меланшон обирався до Національної ради і Національного бюро Соціалістичної партії. Разом з однодумцями організував «Соціалістичну ліву» (антикапіталістична течія в лавах Соціалістичної партії). З 2000 до 2002 року обіймав посаду міністра професійної освіти в уряді соціаліста Ліонеля Жоспена. Був сенатором від департаменту Ессонн (1986—2000 і 2004—2010). Також він працював на муніципальному рівні в департаменті Ессонн.

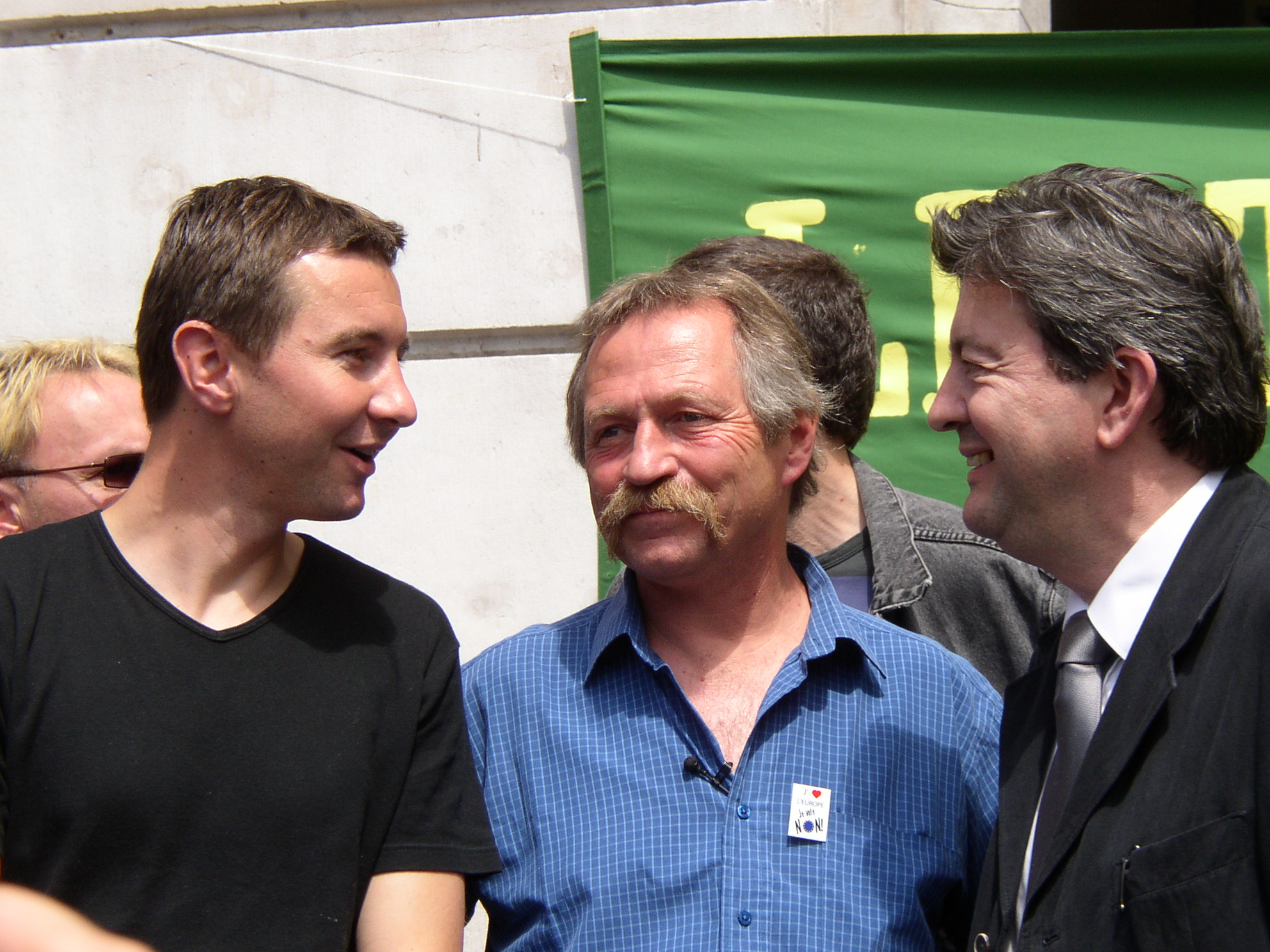
Меланшон (праворуч), Безансно (ліворуч), Бове (у центрі) зустрічаються для об'єднання лівих сил спрямовані проти прийняття Конституції Євросоюзу

У межах референдуму з прийняття Конституції Євросоюзу разом із лівими внутрішньопартійними течіями соцпартії та іншими лівими організацію виступав «проти» її ратифікації. Тоді як керівництво партії виступило «за» її ратифікацію. Участь у кампанії проти, на думку лівих політиків, неоліберальної Конституції ЄС зблизила Меланшона з Компартією Франції і троцькістами.
2008 року покинув Соціалістичну партію через суперечності з її керівництвом (включно із Сеголен Руаяль), яке він критикував за соціал-ліберальний курс і відхід від лівих ідей. Виступив ініціатором створення «Лівої партії» (за зразком німецьких «Лівих» з відсиланням на ідеї Жан Жореса); став її першим головою. У роботі з її створення взяв участь і його соратник Марк Доле. 2010 року співголовою партії стала лідер внутрішньопартійної фракції партії зелених, що покинула саму партію — Мартін Біллард. 2009 року обраний депутатом Європарламенту за списком групи Європейські об'єднані ліві/Ліво-зелені Півночі. Ліва партія бере участь у коаліції «Лівий фронт»; Меланшон був одним з його співголів.

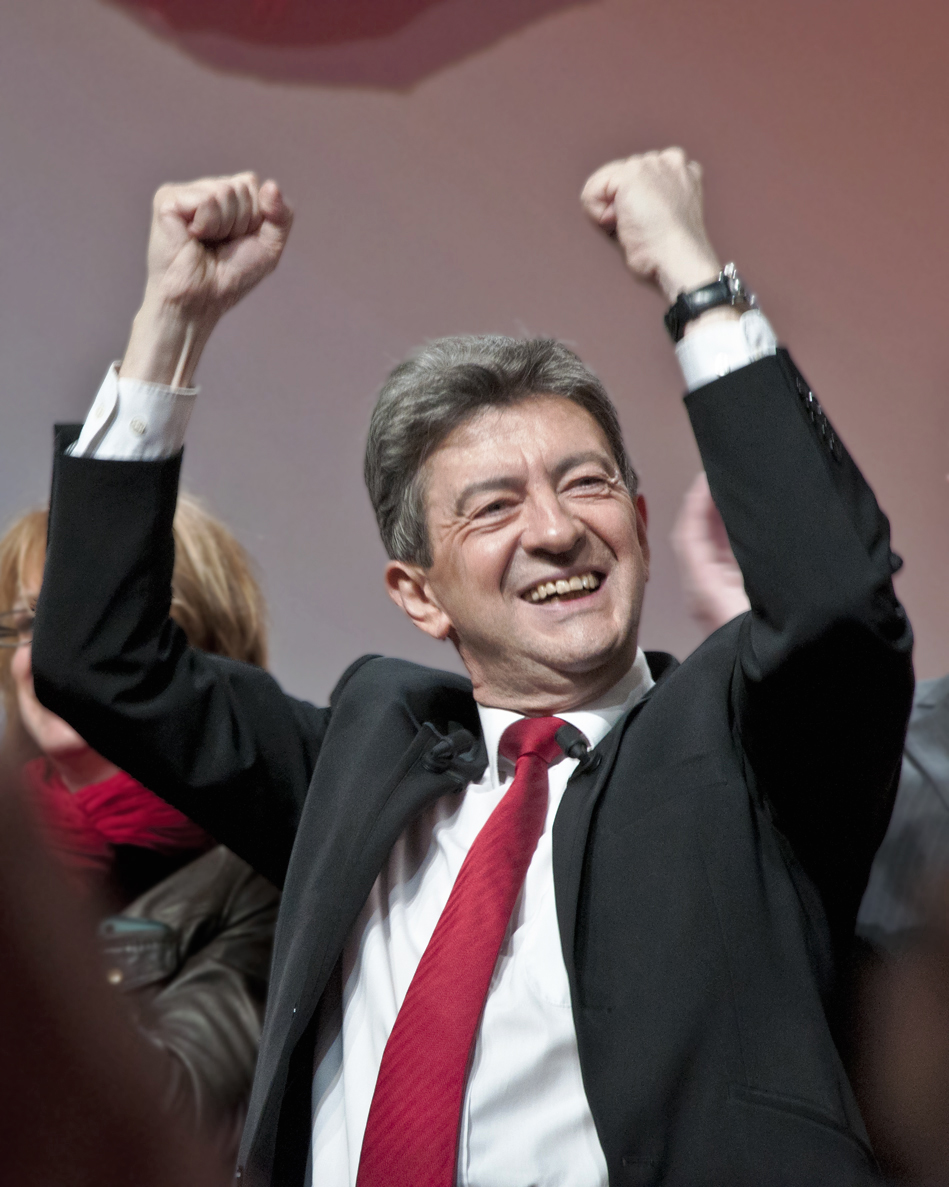
Меланшон під час президентської кампанії (19 квітня 2012)

### Участь у президентських виборах 2012 року
У міру наближення президентських виборів 2012 року, Французька комуністична партія припускала виставити свого кандидата на них (найбільш вірогідним був Ален Боке). Однак на її з'їзді, який проходив 16-18 червня 2011 року, Жан-Люк Меланшон отримав 59,12 % голосів делегатів з'їзду і був висунутий кандидатом (у цьому голосуванні брали участь і члени інших партій, які входять до «Лівого фронту». Меланшон, таким чином, став єдиним кандидатом від цього альянсу). За результатами опитувань, проведених 2012 року, перед виборами рейтинг Меланшона становив від 6 до 15 %. За всю президентську кампанію за даними деяких соцопитувань він зумів піднятися з п'ятої позиції на третю за кількістю виборців, готових віддати за Меланшона свій голос, обігнавши тим самим Марін Ле Пен і Франсуа Байру.
Основною особливістю його програми було проголошення «Шостої Французької республіки» за допомогою зміни конституції Франції. У своїх виступах він неодноразово посилався до історії Великої французької революції і Паризької комуни. Він закликав своїх прихильників до мирної «громадянської» революції — перевороту, який робить не робочий клас, але всі громадяни, які вболівають за свою країну.
За підсумками першого туру Меланшон отримав 3 985 089 голосів (11,1 % від загального числа виборців), зайнявши тим самим четверте місце. Це значно вище, ніж у кандидата від Компартії в 2007 році — Марі-Жорж Бюффе (її результат був 1,93 % голосів виборців).
У другому Меланшон підтримав кандидатуру Франсуа Олланда, попри те, що через суперечності з ним він 2008 року покинув Соціалістичну партію.

### Подальша діяльність
Спробував стати депутатом Національних зборів Франції в 2012 від 11 виборчого округу департаменту Па-де-Кале за списком «Лівого фронту». Однак за результатами першого туру виборів він набрав 21,48 % голосів і посів третє місце, поступившись лідеру Національного фронту Марін Ле Пен (42,36 % голосів) і Філіпу Кемел, кандидату від соціалістів (23,5 % голосів). Таким чином Меланшон не зміг отримати право поборотися за мандат депутата.
Навесні 2016 року оголосив про намір брати участь у президентських виборах удруге та заснував ліву політичну партію «La France insoumise» (укр. Франція нескорена).
На президентських виборах 2017 року посів четверте місце із 19.58 %, поступившись Еммануелю Макрону (24,01 %), Марін Ле Пен (21,30 %) і Франсуа Фійону (20,01 %).
На парламентських виборах 2017 року балотувався від «Франції нескореної» на 4-му виборчому окрузі Буш-дю-Рон, посів перше місце у першому турі, здобувши 34,3 %.
Обраний депутатом Національної асамблеї у другому турі, посівши друге місце із 58,95 % проти Корінн Версіні від «Вперед, республіко!» із 40,15 %.
Брав участь у президентських виборах у Франції 2022 року, на яких здобув 21,95 %, посівши третє місце у першому турі після Емманюеля Макрона та Марін Ле Пен. Закликав не голосувати за Ле Пен у другому турі.
На парламентських виборах 2022 року не висував свою кандидатуру на 4-му окрузі Буш-дю-Рон, замість нього висувався депутат Європарламенту Мануель Бомпар.
У травні 2022 року очолив альянс NUPES, метою якого було позбавити Макрона більшости в парламенті та заблокувати його програму.
За результатами парламентських виборів альянс здобув 131 місце в Альянсі.

## Позиція щодо України
Меланшон підтримав російську анексію Криму 2014 року, заявивши, що «…кримські порти [були] життєво важливі для безпеки Росії», і що Росія вживає «…захисних заходів проти авантюрної путчистської влади», також стверджуючи, що Україна «перебувала під впливом неонацистів». 2015 року він говорив про «розпад країни, яка намагається бути єдиною», маючи на увазі Україну. Виступив проти європейських санкцій проти Росії у відповідь на анексію Криму та як депутат Європарламенту голосував проти будь-якої співпраці з Україною, навіть у сфері науки. 2019 року виступив проти членства України та Грузії в НАТО і закликав припинити «антиросійську істерію» в Європі. За тиждень до повномасштабного вторгнення Росії до України заявив, що «Франція має бути позаблоковою», «росіяни не повинні перетинати кордони України, які потрібно поважати, а американці не повинні приєднувати Україну до НАТО». Виступив проти постачання зброї до України. Звинуватив НАТО у «просуванні до російських кордонів», заявивши, що «це небезпека, яку росіяни ніколи не приймуть».

## Приватне життя
Меланшон був одружений, однак шлюб розпався. Є донька.